# Cabannes (Bocas do Ródano)
Cabannes é uma comuna francesa na região administrativa da Provença-Alpes-Costa Azul, no departamento de Bocas do Ródano. Estende-se por uma área de 20,91 km². Em 2010 a comuna tinha 4 502 habitantes (densidade: 215,3 hab./km²).